# Kauluzoanthus
Kauluzoanthus is een geslacht van neteldieren uit de klasse van de Anthozoa (bloemdieren).

## Soort
- Kauluzoanthus kerbyi Sinniger, Ocaña & Baco, 2013